# Столяров, Михаил Николаевич
Михаи́л Никола́евич Столяро́в (19 октября 1953, село Волжское, Наримановский район Астраханской области) — мэр Астрахани (4 марта 2012—22 ноября 2013, декабрь 2011—март 2012 (ио мэра)), избранный в марте 2012 года (оппозиция заявляла о массовых подтасовках в его пользу). С 2009 по 2011 год был вице-мэром города, в 1999—2009 годах руководил предприятием «Астраханьэнерго», в 2001—2009 годах был депутатом государственной думы Астраханской области.

## Биография
Михаил Николаевич Столяров родился 19 октября 1953 года в посёлке Волжский Наримановского района Астраханской области в семье пекаря.
После школы Столяров окончил Астраханский радиотехнический техникум и в 1972 году по распределению начал работать регулировщиком цеха на Брестском механическом заводе (Белорусская ССР). Вскоре он был призван в Советскую армию; служил в войсках ПВО в Литве.

### Работа в энергетическом секторе
После окончания срочной службы в 1974 году Столяров устроился на работу электромонтёром на предприятие «Астраханские электрические сети», где в дальнейшем занимал должности дежурного электроподстанции, мастера, начальника подстанции и начальника группы подстанций.
В 1990 году Столяров окончил Новочеркасский политехнический институт по специальности «Электроснабжение промышленных предприятий городов и сельского хозяйства». В 1994 году он стал директором Астраханских электрических сетей ОАО «Астраханьэнерго», а в 1999 году «при поддержке четырёхтысячного коллектива энергетиков» занял пост генерального директора ОАО.
Возглавляя «Астраханьэнерго», Столяров в 2001 году начал политическую карьеру — был избран депутатом Государственной думы Астраханской области. Место депутата облдумы сохранил и после выборов в 2006 году. В парламенте области Столяров входил в комитет по бюджетно-финансовой, экономической, налоговой политике и собственности, был членом фракции «Единая Россия». Параллельно работе в облдуме и «Астраханьэнерго» Столяров продолжал получать образование: в 2003 году он окончил Саратовский государственный университет (специальность — «Менеджмент организаций») и Академию народного хозяйства при Правительстве РФ.
В 2007 году в ходе реструктуризации РАО «ЕЭС России» «Астраханьэнерго» была подчинена сначала Межрегиональной распределительной сетевой компании «МРСК Центра и Северного Кавказа», а чуть позже — «МРСК Юга». Столяров в 2007 году занимал должность заместителя генерального директора ОАО «МРСК Центра и Северного Кавказа» — управляющего директора ОАО «Астраханьэнерго», в 2007—2008 году являлся заместителем генерального директора ОАО «МРСК Юга» — управляющим директором ОАО «Астраханьэнерго», а с 2008 года по 2009 год был управляющим директором «Астраханьэнерго» как филиала ОАО «МРСК Юга».

### Политическая карьера
В 2009 году мэр Астрахани Сергей Боженов был переизбран на свой пост. В том же месяце он назначил Столярова своим заместителем, курирующим вопросы ЖКХ и энергетики (по другим данным — экономики и финансов). Получив новую должность, Столяров оставил посты в энергетических компаниях и областной Думе.
На выборах, состоявшихся 4 декабря 2011 года, Столяров в очередной раз был избран в Астраханскую областную думу от Черноярского района, но от депутатского кресла отказался. На состоявшихся в тот же день федеральных парламентских выборах Боженов как кандидат от «Единой России» получил мандат депутата Государственной думы РФ. 17 января 2012 года после отставки Анатолия Бровко Боженов был назначен временно исполняющим обязанности главы администрации Волгоградской области. В феврале 2012 года Боженов стал губернатором Волгоградской области).
В декабре 2011 года Столяров был назначен исполняющим обязанности мэра Астрахани и «Единая Россия» выдвинула его кандидатуру на досрочных выборах мэра города. Согласно официальным итогам голосования, состоявшегося 4 марта 2012 года, Столяров набрал более 60 % голосов, а его основной соперник, представитель «Справедливой России» Олег Шеин — 30 %. Сразу после оглашения итогов Шеин и его ближайшие сторонники заявили о масштабных фальсификациях, а затем объявили голодовку, требуя отменить результаты выборов. Голодовка экс-кандидата и его сподвижников, а также сопутствовавшие ей акции протеста получили широкий общественный резонанс. Поддержать Шеина в Астрахань прибыли известные оппозиционные деятели Алексей Навальный и Илья Яшин, а также руководители «Справедливой России», в том числе глава фракции справедливоросов в Госдуме Сергей Миронов.
16 марта Столяров официально вступил в должность мэра Астрахани. В тот же день Шеин подал официальный иск об отмене итогов выборов. Столяров, комментируя подачу искового заявления своим соперником, заявил, что подчинится решению суда, но не собирается «подчиняться воле одного человека». В июне 2012 года Кировский районный суд Астрахани отказался отменять итоги выборов мэра.
16 января 2015 года Михаила Столярова исключили из партии, сообщил на заседании политсовета астраханского регионального отделения «Единой России» председатель отделения Александр Клыканов.

## Обвинения в коррупции и хронология

### 2013—2014 годы
13 ноября 2013 года Столяров был задержан сотрудниками МВД в рамках уголовного дела, расследуемого Следственным комитетом.
Ему инкриминируется вымогательство взятки в размере 10 млн рублей и 25-процентной доли предприятия у коммерсанта за выделение участка под строительство здания. В тот же день самолётом был доставлен в Москву для совершения дальнейших следственных действий.
Согласно докладу НИИ проблем коррупции, Михаил Столяров пустил на самотёк работу в городском хозяйстве, а действия ряда его подчинённых стали предметом расследований. По сведениям депутата Астраханской областной Думы Олега Шеина более половины заместителей Михаила Столярова либо находятся под арестом, либо в розыске, либо уже осуждены за различные преступления.
15 ноября 2013 года Басманный суд Москвы санкционировал арест Столярова. Находясь под арестом, он назначил временно исполняющим обязанности главы администрации Астрахани начальника правового управления администрации Астрахани — заместителя мэра по правовому обеспечению Ирину Юрьевну Егорову.
20 ноября 2013 года М. Н. Столярову предъявлено обвинение в получении взятки в особо крупном размере.
22 ноября 2013 года по решению Басманного суда г. Москвы отстранен от должности мэра Астрахани.
10 января 2014 года Басманный суд г. Москвы принял решение продлить арест экс-мэра г. Астрахани до 13 марта 2014 года.
Басманный суд Москвы продлил срок ареста Михаила Столярова ещё на два месяца до 13 мая 2014 года.
18 апреля 2014 года Кировский районный суд г. Астрахани приступил к рассмотрению по существу уголовного дела.
23 апреля серия судебных заседаний была прервана в связи с резким ухудшением здоровья подсудимого: прямо из здания суда его отвезли в реанимационное отделение областной клинической больницы. В слушаниях был назначен перерыв до 13 мая. Однако затем суд был перенесён ещё на два дня в связи с тем, что пациент всё ещё остается в больнице. «Михаил Столяров продолжает находиться на стационарном лечении. Судебное заседание ориентировочно переносится на четверг, 15 мая», — объявила секретарь суда. Адвокат обвиняемого пояснил, что на данный момент Михаил Столяров переведён из отделения интенсивной терапии (реанимации) в отдельную охраняемую палату, где продолжает проходить курс лечения.
26 июня 2014 года, в Кировском районном суде должны были возобновиться слушания по уголовному делу Михаила Столярова. Однако этого не произошло: из-за обострения сахарного диабета у подсудимого заседание суда решено было перенести.
В настоящее время Столяров находится в медико-санитарной части колонии № 2.
4 июля 2014 года Михаил Столяров был госпитализирован в городскую клиническую больницу им. Кирова с обострением сахарного диабета.
12 августа 2014 года Михаил Столяров выписался из больницы, по словам главврача Кировской клинической больницы Федора Орлова, состояние Михаила Столярова стабилизировалось, угрозы жизни нет.
21 августа 2014 года в Кировском районном суде Астрахани после почти двухмесячного перерыва возобновились слушания по уголовному делу Михаила Столярова. «Считаем необходимым установить, входят ли заболевания, имеющиеся у Столярова, в перечень тяжелых заболеваний, препятствующих содержанию обвиняемого под стражей, а также препятствующих отбыванию наказания. Во втором ходатайстве просим рассмотреть возможность изменения меры пресечения в связи со здоровьем нашего подзащитного», — сказал адвокат Александр Моисеенко. Гособвинитель ни одно из ходатайств не поддержал. «Столяров еще проходит лечение, и говорить об окончательных диагнозах преждевременно. Кроме того, Столяров здесь присутствует, его мера пресечения надлежащая», — отметил прокурор. Судья отклонила все ходатайства.
27 августа 2014 года состоялось следующее заседание суда. Доказательства продолжит предоставлять сторона защиты. Во время заседания Михаилу Столярову стало плохо, по просьбе подсудимого в здание суда вызвали «скорую помощь». После осмотра медиками, у Михаила Столярова диагностировали нестабильную стенокардию, артериальную гипертонию. Обвиняемый градоначальник госпитализирован в Александро-Мариинскую областную клиническую больницу.
21 октября 2014 года состоялось очередное заседание по делу экс-мэра Астрахани Михаила Столярова.
«Виновным себя в совершении преступления не считаю. От дачи показаний отказываюсь в связи с нарушением моих прав со стороны суда. В связи с тем, что моим защитникам и лично мне не обеспечили явки в суд ключевого свидетеля Хвалыка. В связи с этим допрос свидетеля в суде не был завершён», — сказал М.Столяров в ходе заседания суда во вторник.
24 октября 2014 года состоялось ещё одно заседание в Кировском районном суде. В свою очередь, гособвинитель ходатайствовал о наложении ареста на пакет из 90750 акций «ВКА-Банка», принадлежащий Столярову. Прокурор попросил для экс-градоначальника применить меру наказания в виде 10 лет колонии строгого режима и штрафа в 500 миллионов рублей. Также Михаилу Столярову могут запретить занимать государственную должность в течение трёх лет,.
31 октября 2014 года должен быть вынесен приговор по делу Михаила Столярова. «Сегодня вынесения приговора по данному уголовному делу не будет. Судья ещё находится в совещательной комнате, ориентировочно вынесение приговора перенесено на 5 ноября», — сообщили в суде,.
5 ноября 2014 года Кировский районный суд Астрахани приговорил отстранённого от должности мэра города Михаила Столярова, обвиняемого в получении взятки, к 10 годам колонии строгого режима и штрафу в 500 млн рублей. Судья Наталья Сенченко заявила в суде, что суд счёл вину подсудимого доказанной. Она подчеркнула, что подсудимый вину свою не признал и от дачи показаний в суде отказался, — передаёт «Интерфакс». Судья подчеркнула, что смягчающим обстоятельством при вынесении приговора является состояние здоровья подсудимого и положительная характеристика, отягчающим обстоятельством названа общественная опасность преступления.
18 ноября 2014 года назначено заседание в Кировском районном суде по разделу имущества семьи Столярова.
8 декабря 2014 года в Астраханский областной суд поступила апелляционная жалоба от бывшего мэра Астрахани Михаила Столярова.
25 декабря 2014 года Судебная коллегия Астраханского областного суда сократила на один год, срок заключения составил 9 лет.

### 2015 год
4 февраля 2015 года адвокат экс-чиновника Сергей Кутушев заявил, что кассационная жалоба будет направлена в областной суд. Он не уточнил точные сроки подачи жалобы. По словам Сергея Кутушева, у Михаила Столярова карантин закончился, и он отбывает наказание в исправительной колонии № 6.

### 2016 год
13 января 2016 года стало известно, что Михаил Столяров вновь подал кассационную жалобу. «Кассационная жалоба поступила, сейчас находится на рассмотрении. Судья может отклонить жалобу либо удовлетворить её, в последнем случае приговор, который уже вступил в силу, будет пересмотрен», — сказали в суде.

### 2021 год
4 февраля 2021 года экс-мэр Астрахани Михаил Столяров, осужденный за взятки в особо крупном размере, ходатайствует о замене оставшегося, неотбытого срока лишения свободы, на более мягкий вид наказания. По данным издания, материалы были переданы на рассмотрение в конце 2020 года. Заседания по делу Михаила Столярова неоднократно переносились. Очередное заседание должно было состояться 3 февраля. О его результатах пока неизвестно.
2 марта 2021 года бывший мэр Астрахани Михаил Столяров, который был приговорен Кировским судом к десяти годам заключения, вышел на свободу на 2,8 года раньше срока. Это стало возможным после того, как защита Столярова обратилась в суд Советского района с ходатайством о замене оставшегося срока на более мягкий вид наказания. Ходатайство было подано в конце 2020 года, а 15 февраля 2021 года оно было удовлетворено.

## Награды
Столяров награждён отраслевыми энергетическими наградами, медалью ордена «За заслуги перед Астраханской областью» (2008). Чиновник имеет ряд почётных званий, в том числе «Заслуженный энергетик Российской Федерации», «Почётный энергетик» и «Ветеран энергетики» и является почётным гражданином Черноярского района Астраханской области.

## Личная жизнь
Столяров женат, у него двое сыновей. В прошлом занимался спортом, во время учёбы в техникуме был чемпионом[уточнить] по легкоатлетическому десятиборью. Сам Столяров сообщал, что в свободное время любит охотиться на водоплавающую дичь, а также проводит время на даче, где занимается цветоводством.